# Премия ККР
«Победитель Конкурса Короткого Рассказа» - литературная премия, вручаемая автору в рамках фестиваля «Аэлита» по итогам Конкурса Короткого Рассказа.

## История
Конкурс короткого рассказа (ККР) – постоянное (с 2005 года) мероприятие при фестивале «Аэлита». 
В период с 1988 года по 1994 год на фестивале «Аэлита» действовал Семинар Молодых Авторов, где рассматривались работы начинающих авторов. С 1990 года по 1994 год было выпущено несколько сборников. В 2004 году фестиваль возобновил работу Семинара: в том же 2004 году по инициативе председателя оргкомитета фестиваля Бориса Долинго вышел сборник рассказов "Аэлита – Новая волна", а в 2005 году был впервые проведен ККР.
ККР объявляется перед фестивалем «Аэлита» (оргкомитетом фестиваля и редакцией журнала «Уральский следопыт»). Условия конкурса публикуются на сайте фестиваля  и интернет-странице «Агентства Литературной Фантастики» (АЛФ). Согласно положению о премии «Победитель Конкурса Короткого Рассказа» , «принимать участие в конкурсе может любой автор не моложе 16 лет, независимо от его опыта и статуса». Завершение конкурса происходит уже на самом фестивале: обсуждаются поданные на конкурс рассказы, компетентное жюри определяет победителя. Награждение победителя конкурса происходит во время торжественной части фестиваля «Аэлита». Таким образом, в конкурсе могут принять участие только те авторы, которые лично приедут на фестиваль. 
Помимо премии, у авторов есть шанс увидеть своё конкурсное творение на бумаге: рассказы, занявшие несколько первых мест, могут быть (по решению организаторов конкурса) опубликованы в журнале «Уральский следопыт».

## Список лауреатов
- 2011 - Александр Семыкин (Екатеринбург)
- 2010 — Наталья Дерябина (Екатеринбург)
- 2009 — Анна Сырцова (Екатеринбург)
- 2008 — Игорь Логвинов (Украина)
- 2007 — Алексей Федотов (Саратов) и Максим Черепанов (Челябинск)
- 2006 — Игорь Горностаев (Долгопрудный)
- 2005 — Алексей Федотов (Саратов)